# Ivan Topolovšek
Ivan Topolovšek, slovenski jezikoslovec, * 16. april 1851, Marija Gradec, † 6. januar 1921, Ljubljana

## Življenje
Rodil se je 16. aprila 1851 v Laškem, natančneje v kraju Marija Gradec v Sloveniji. Njegov oče je bil cerkovnik Jakob, mati pa cerkovnica Eva. Prve tri razrede osnovne šole je obiskoval v Laškem, četrti razred pa razred v Celju. Tam je obiskoval tudi gimnazijo, ki jo je nadaljeval v Novem mestu in Bolzanu. Leta 1880 je maturiral v Innsbrucku, leto kasneje pa se je tam tudi vpisal na filozofsko fakulteto. Od leta 1883 je na Dunaju študiral primerjalno jezikoslovje in leta 1886 absolviral.  Služboval je na zasebni gimnaziji v Freistadtu v Zgornji Avstriji, kjer je bil prefekt. V Terezijanišču na Dunaju je bil hišni učitelj pri grofu Reverteri, od leta 1897 je bil v službi knjižnice notranjega ministrstva. Po letu 1918 se je preselil k bratu Josipu, ki je bil upokojen šolski vodja. Živela sta na gradiču Vina gorica pri Trebnjem. Po 2 letih bivanja z bratom, je moral v umobolnico v Ljubljano, kjer je 6. januarja 1921 tudi umrl.

## Delo
Topolovšek je med bivanjem na Dunaju izdal dve deli, to sta Die basko-slawische Spracheinheit (1894), I. del (II. ni izšel) in Die sprachliche Urverwandschaft der Indogermanen, Semiten und Indianer (1912). V izdanih knjigah zastopa predvsem ideje Davorina Žunkoviča, a je segel bolj v širino. Druga knjiga je bila sad njunega prizadevanja poglobiti in razširiti znanost o zgodovinski in jezikovni vlogi pradavnih slovanskih prednikov. Tretji v tej družbi in prizadevanju je bil hrvaški general M. pl. Czerkien, pokrovitelj pa je bil grof Harrach. Prva svetovna vojna je načrte zavrla, Žunkovič je v Topolovškovi zapuščini našel veliko zapiskov. 
Topolovšek je vse svoje življenje posvetil svojemu pionirskemu in genialnemu jezikoslovnemu raziskovanju. V času, ko so vsi drugi jezikoslovci iskali le razlike med jeziki, je on prav nasprotno iskal podobnosti in sorodnosti med njimi. Po prvi svetovni vojni so oblasti njegove knjige (skupaj z Žunkovičevimi) prepovedale in tako je ostalo tudi v Jugoslaviji. Slovenski venetologi so pred koncem minulega stoletja prvi obudili spomin na njiju in na njuna dela ter odkritja, velika večina njunih odkritij in razlag je zelo pomembnih za slovensko jezikoslovje in slovensko zgodovino oziroma prazgodovino in zgodovino človeštva nasploh. 
Leta 2018 je izšla knjiga Jezikovno prasorodstvo Indoevropejcev, Semitov in Indijancev, ki je prevod Topolovškovega dela. 